# Nikita Tromp
Nikita Rudy Tromp (Beverwijk, 8 mei 2002) is een Nederlands voetbalster die uitkomt voor FC Utrecht in de Eredivisie.

## Carrière
Ze speelde in de jeugd voor ADO '20 en AFC '34 waarna de overstap volgde naar het KNVB opleidingsteam in Amsterdam. Aan het eind van het seizoen werden de opleidingsteams ondergebracht bij Eredivisie-teams wat inhield dat ze kwam te voetballen bij AFC Ajax. Ze maakte haar debuut in de hoofdmacht in de Champions League-wedstrijd tegen Linfield Ladies FC. Na dat seizoen maakte ze de overstap naar PEC Zwolle waar ze een eenjarig contract ondertekende met een optie voor nog een seizoen. In april 2020 werd besloten, ondanks een doorlopend contract, om uit elkaar te gaan. Na dat seizoen keerde ze terug bij haar de oude club Ajax.
In november 2021 wordt Tromp uitgeroepen tot Europees Talent van het Jaar.

### Carrièrestatistieken
| Seizoen                         | Club            | Land            | Competitie      | Competitie | Competitie | Beker | Beker | Internationaal | Internationaal | Overig | Overig | Totaal | Totaal |
| Seizoen                         | Club            | Land            | Competitie      | Wed.       | Dlp.       | Wed.  | Dlp.  | Wed.           | Dlp.           | Wed.   | Dlp.   | Wed.   | Dlp.   |
| ------------------------------- | --------------- | --------------- | --------------- | ---------- | ---------- | ----- | ----- | -------------- | -------------- | ------ | ------ | ------ | ------ |
| 2018/19                         | Ajax            | Nederland       | Eredivisie      | 0          | 0          | 0     | 0     | 1              | 0              | –      | –      | 1      | 0      |
| 2019/20                         | PEC Zwolle      | Nederland       | Eredivisie      | 12         | 5          | 0     | 0     | –              | –              | 4      | 3      | 16     | 8      |
| 2020/21                         | AFC Ajax        | Nederland       | Eredivisie      | 19         | 9          | –     | 1     | 1              | 0              | –      | 2      | 20     | 12     |
| 2021/22                         | AFC Ajax        | Nederland       | Eredivisie      | 16         | 7          | 0     | 0     | –              | –              | -      | 0      | 0      | 0      |
| 2022/23                         | AFC Ajax        | Nederland       | Eredivisie      | 7          | 2          | 0     | 0     | –              | –              | -      | 0      | 0      | 0      |
| 2023/24                         | AFC Ajax        | Nederland       | Eredivisie      | 1          | 0          | 0     | 0     | –              | –              | -      | 0      | 0      | 0      |
| 2024/25                         | FC Utrecht      | Nederland       | Eredivisie      | 9          | 3          | 0     | 0     | –              | 0              | 0      | 9      | 3      |        |
| Carrière totaal                 | Carrière totaal | Carrière totaal | Carrière totaal | 64         | 35         | –     | 1     | 1              | 0              | –      | 5      | 17     | 8      |
| Bijgewerkt tot 17 december 2024 |                 |                 |                 |            |            |       |       |                |                |        |        |        |        |

## Interlandcarrière

### Nederland onder 19
Op 28 augustus 2019 debuteerde Tromp bij het Nederland –19 in een oefenwedstrijd tegen België –19 met een doelpunt.
| Interlands van Nikita Tromp  | Interlands van Nikita Tromp  | Interlands van Nikita Tromp  | Interlands van Nikita Tromp  | Interlands van Nikita Tromp  | Interlands van Nikita Tromp  |
| №                            | Datum                        | Wedstrijd                    | Uitslag                      | Soort Wedstrijd              | Doelpunten                   |
| Als speelster bij PEC Zwolle | Als speelster bij PEC Zwolle | Als speelster bij PEC Zwolle | Als speelster bij PEC Zwolle | Als speelster bij PEC Zwolle | Als speelster bij PEC Zwolle |
| ---------------------------- | ---------------------------- | ---------------------------- | ---------------------------- | ---------------------------- | ---------------------------- |
| 1.                           | 28 augustus 2019             | België – Nederland           | 2 – 5                        | Vriendschappelijk            | 1                            |
| 2.                           | 1 september 2019             | Nederland – Duitsland        | 1 – 0                        | Vriendschappelijk            | 0                            |
| 3.                           | 2 oktober 2019               | Nederland – Montenegro       | 9 – 0                        | Kwalificatie EK –19 2020     | 6                            |
| 4.                           | 5 oktober 2019               | Nederland – Oekraïne         | 4 – 1                        | Kwalificatie EK –19 2020     | 0                            |
| 5.                           | 8 oktober 2019               | Ierland – Nederland          | 0 – 6                        | Kwalificatie EK –19 2020     | 2                            |
| 6.                           | 6 november 2019              | Nederland – Engeland         | 7 – 0                        | Vriendschappelijk            | 0                            |
| 7.                           | 10 november 2019             | Noorwegen – Nederland        | 1 – 2                        | Vriendschappelijk            | 0                            |
| 8.                           | 4 maart 2020                 | Denemarken – Nederland       | 1 – 2                        | Vriendschappelijk            | 1                            |
| 9.                           | 6 maart 2020                 | Nederland – Verenigde Staten | 1 – 2                        | Vriendschappelijk            | 0                            |
| 10,                          | 8 maart 2020                 | Nederland – Polen            | 5 – 2                        | Vriendschappelijk            | 0                            |

### Nederland onder 18
Op 25 januari 2020 debuteerde Tromp bij het Nederland –18 in een vriendschappelijke wedstrijd tegen Noorwegen –18.
| Interlands van Nikita Tromp  | Interlands van Nikita Tromp  | Interlands van Nikita Tromp  | Interlands van Nikita Tromp  | Interlands van Nikita Tromp  | Interlands van Nikita Tromp  |
| №                            | Datum                        | Wedstrijd                    | Uitslag                      | Soort Wedstrijd              | Doelpunten                   |
| Als speelster bij PEC Zwolle | Als speelster bij PEC Zwolle | Als speelster bij PEC Zwolle | Als speelster bij PEC Zwolle | Als speelster bij PEC Zwolle | Als speelster bij PEC Zwolle |
| ---------------------------- | ---------------------------- | ---------------------------- | ---------------------------- | ---------------------------- | ---------------------------- |
| 1.                           | 25 januari 2020              | Nederland – Noorwegen        | 5 – 1                        | Vriendschappelijk            | 0                            |
| 2.                           | 28 januari 2020              | China – Nederland            | 0 – 2                        | Vriendschappelijk            | 1                            |
| 3.                           | 1 februari 2020              | Nederland – Verenigde Staten | 2 – 1                        | Vriendschappelijk            | 1                            |

### Nederland onder 17
Op 1 oktober 2017 debuteerde Tromp bij het Nederland –17 in een kwalificatiewedstrijd tegen Turkije –17. Met haar 31 doelpunten is ze topscorer aller tijden voor het elftal.
| Interlands van Nikita Tromp     | Interlands van Nikita Tromp     | Interlands van Nikita Tromp     | Interlands van Nikita Tromp     | Interlands van Nikita Tromp     | Interlands van Nikita Tromp     |
| №                               | Datum                           | Wedstrijd                       | Uitslag                         | Soort Wedstrijd                 | Doelpunten                      |
| Als speelster bij CTO Amsterdam | Als speelster bij CTO Amsterdam | Als speelster bij CTO Amsterdam | Als speelster bij CTO Amsterdam | Als speelster bij CTO Amsterdam | Als speelster bij CTO Amsterdam |
| ------------------------------- | ------------------------------- | ------------------------------- | ------------------------------- | ------------------------------- | ------------------------------- |
| 1.                              | 1 oktober 2017                  | Turkije – Nederland             | 0 – 3                           | Kwalificatie EK –17 2018        | 1                               |
| 2.                              | 4 oktober 2017                  | Nederland – Estland             | 9 – 0                           | Kwalificatie EK –17 2018        | 3                               |
| 3.                              | 7 oktober 2017                  | Nederland – Tsjechië            | 3 – 0                           | Kwalificatie EK –17 2018        | 1                               |
| 4.                              | 28 februari 2018                | Nederland – Zweden              | 4 – 2                           | Vriendschappelijk               | 2                               |
| 5.                              | 23 maart 2018                   | Nederland – Roemenië            | 2 – 0                           | Kwalificatie EK –17 2018        | 2                               |
| 6.                              | 26 maart 2018                   | Nederland – Portugal            | 2 – 0                           | Kwalificatie EK –17 2018        | 0                               |
| 7.                              | 29 maart 2018                   | België – Nederland              | 2 – 4                           | Kwalificatie EK –17 2018        | 1                               |
| 8.                              | 9 mei 2018                      | Litouwen – Nederland            | 0 – 9                           | EK –17 2018                     | 1                               |
| 9.                              | 12 mei 2018                     | Duitsland – Nederland           | 2 – 2                           | EK –17 2018                     | 0                               |
| 10.                             | 15 mei 2018                     | Nederland – Finland             | 1 – 2                           | EK –17 2018                     | 0                               |
| Als speelster bij AFC Ajax      |                                 |                                 |                                 |                                 |                                 |
| 11.                             | 17 oktober 2018                 | Nederland – Georgië             | 16 – 0                          | Kwalificatie EK –17 2019        | 6                               |
| 12.                             | 20 oktober 2018                 | Nederland – Letland             | 9 – 0                           | Kwalificatie EK –17 2019        | 4                               |
| 13.                             | 23 oktober 2018                 | Zweden – Nederland              | 1 – 1                           | Kwalificatie EK –17 2019        | 1                               |
| 14.                             | 12 december 2018                | Duitsland – Nederland           | 0 – 2                           | Vriendschappelijk               | 2                               |
| 15.                             | 6 februari 2019                 | België – Nederland              | 1 – 3                           | Vriendschappelijk               | 0                               |
| 16.                             | 10 maart 2019                   | Rusland – Nederland             | 0 – 3                           | Kwalificatie EK –17 2019        | 0                               |
| 17.                             | 13 maart 2019                   | Nederland – Zwitserland         | 6 – 0                           | Kwalificatie EK –17 2019        | 1                               |
| 18.                             | 16 maart 2019                   | Nederland – Servië              | 0 – 0                           | Kwalificatie EK –17 2019        | 0                               |
| 19.                             | 5 mei 2019                      | Oostenrijk – Nederland          | 1 – 4                           | EK –17 2019                     | 3                               |
| 20.                             | 8 mei 2019                      | Duitsland – Nederland           | 2 – 3                           | EK –17 2019                     | 1                               |
| 21.                             | 11 mei 2019                     | Nederland – Engeland            | 0 – 2                           | EK –17 2019                     | 0                               |
| 22.                             | 14 mei 2019                     | Spanje – Nederland              | 1 – 3                           | EK –17 2019                     | 1                               |
| 23.                             | 17 mei 2019                     | Nederland – Duitsland           | 1 – 1                           | EK –17 2019                     | 1                               |

### Nederland onder 16
Op 15 februari 2018 debuteerde Tromp bij het Nederland –16 in een vriendschappelijke wedstrijd tegen Italië –16.
| Interlands van Nikita Tromp     | Interlands van Nikita Tromp     | Interlands van Nikita Tromp     | Interlands van Nikita Tromp     | Interlands van Nikita Tromp     | Interlands van Nikita Tromp     |
| №                               | Datum                           | Wedstrijd                       | Uitslag                         | Soort Wedstrijd                 | Doelpunten                      |
| Als speelster bij CTO Amsterdam | Als speelster bij CTO Amsterdam | Als speelster bij CTO Amsterdam | Als speelster bij CTO Amsterdam | Als speelster bij CTO Amsterdam | Als speelster bij CTO Amsterdam |
| ------------------------------- | ------------------------------- | ------------------------------- | ------------------------------- | ------------------------------- | ------------------------------- |
| 1.                              | 15 februari 2018                | Nederland – Italië              | 1 – 1                           | Vriendschappelijk               | 0                               |
| 2.                              | 17 februari 2018                | Duitsland – Nederland           | 0 – 1                           | Vriendschappelijk               | 0                               |
| 3.                              | 19 februari 2018                | Nederland – Portugal            | 0 – 0                           | Vriendschappelijk               | 0                               |

### Nederland onder 15
Op 28 maart 2016 debuteerde Tromp bij het Nederland –15 in een vriendschappelijke wedstrijd tegen Tsjechië –15.
| Interlands van Nikita Tromp | Interlands van Nikita Tromp | Interlands van Nikita Tromp | Interlands van Nikita Tromp | Interlands van Nikita Tromp | Interlands van Nikita Tromp |
| №                           | Datum                       | Wedstrijd                   | Uitslag                     | Soort Wedstrijd             | Doelpunten                  |
| Als speelster bij AFC '34   | Als speelster bij AFC '34   | Als speelster bij AFC '34   | Als speelster bij AFC '34   | Als speelster bij AFC '34   | Als speelster bij AFC '34   |
| --------------------------- | --------------------------- | --------------------------- | --------------------------- | --------------------------- | --------------------------- |
| 1.                          | 28 maart 2016               | Tsjechië – Nederland        | 0 – 0                       | Vriendschappelijk           | 0                           |
| 2.                          | 30 maart 2016               | Tsjechië – Nederland        | 0 – 0                       | Vriendschappelijk           | 0                           |
| 3.                          | 27 april 2016               | Nederland – Duitsland       | 3 – 3                       | Vriendschappelijk           | 0                           |
| 4.                          | 29 mei 2016                 | Nederland – België          | 2 – 0                       | Vriendschappelijk           | 0                           |